# Onega (släkte)

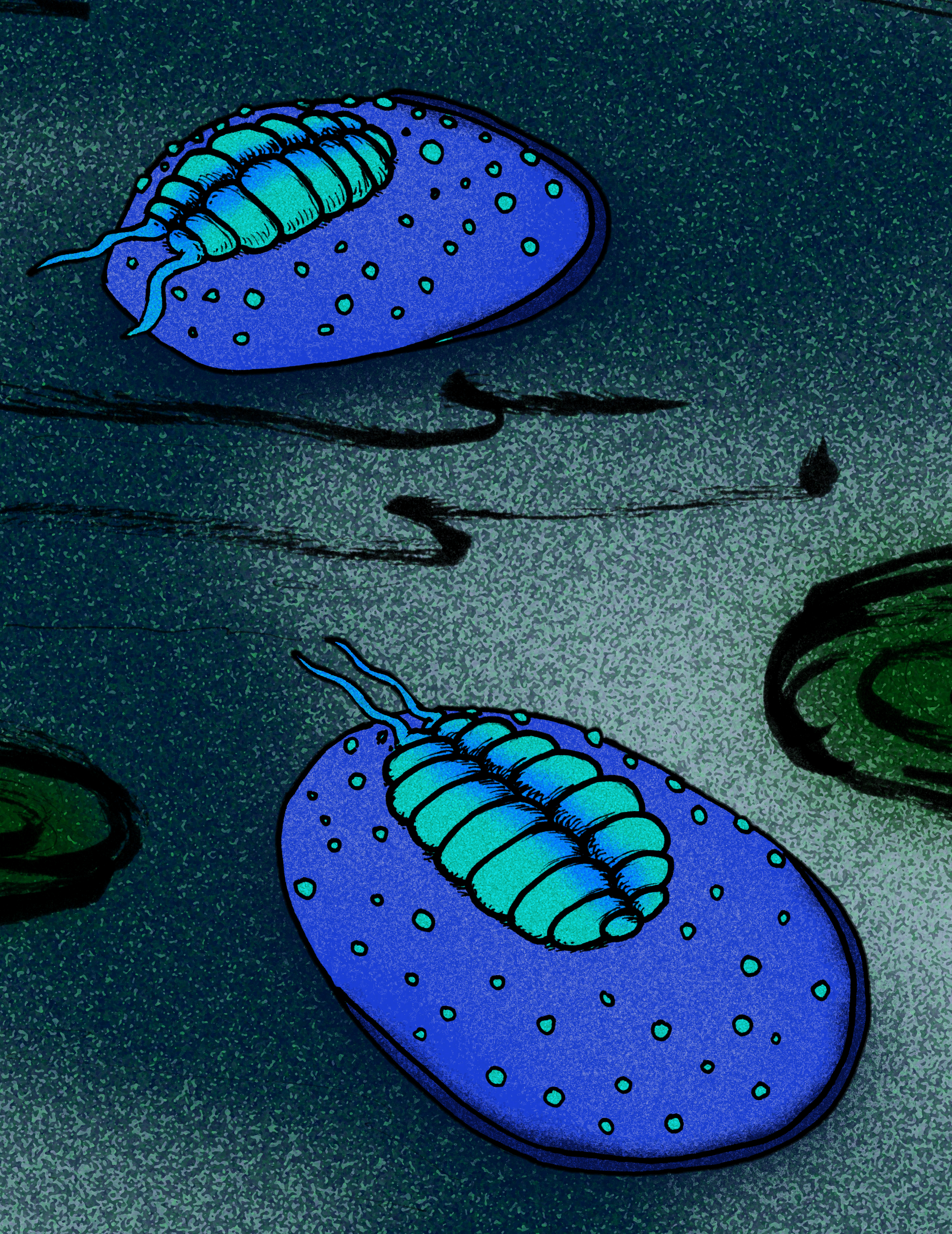
Bild föreställande Onega.

Onega är namnet på en livsform som funnen av den ryske forskaren Mikhail A. Fedonkin år 1976. De fossila lämningarna, som är upp till 7 mm i längd, hittades närheten av en plats med namnet Onega som är belägen i närheten av Vita havet i Ryssland.